# Skimmerblomfluga
Skimmerblomfluga (Chrysogaster virescens) är en tvåvingeart som beskrevs av Friedrich Hermann Loew 1854. 
Skimmerblomfluga ingår i släktet ängsblomflugor och familjen blomflugor. Artens utbredningsområde är Tyskland. Arten är reproducerande i Sverige. Inga underarter finns listade i Catalogue of Life.

## Bildgalleri

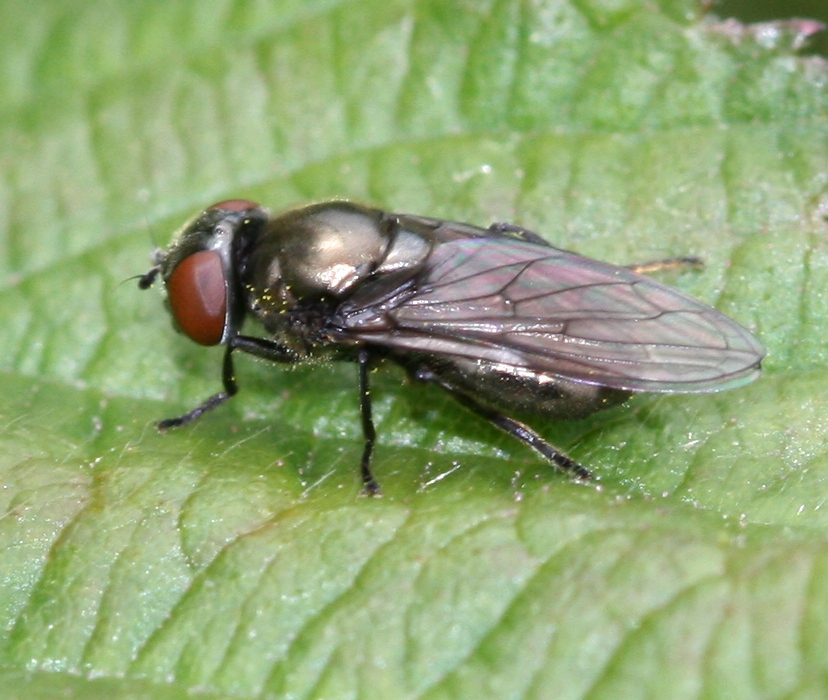
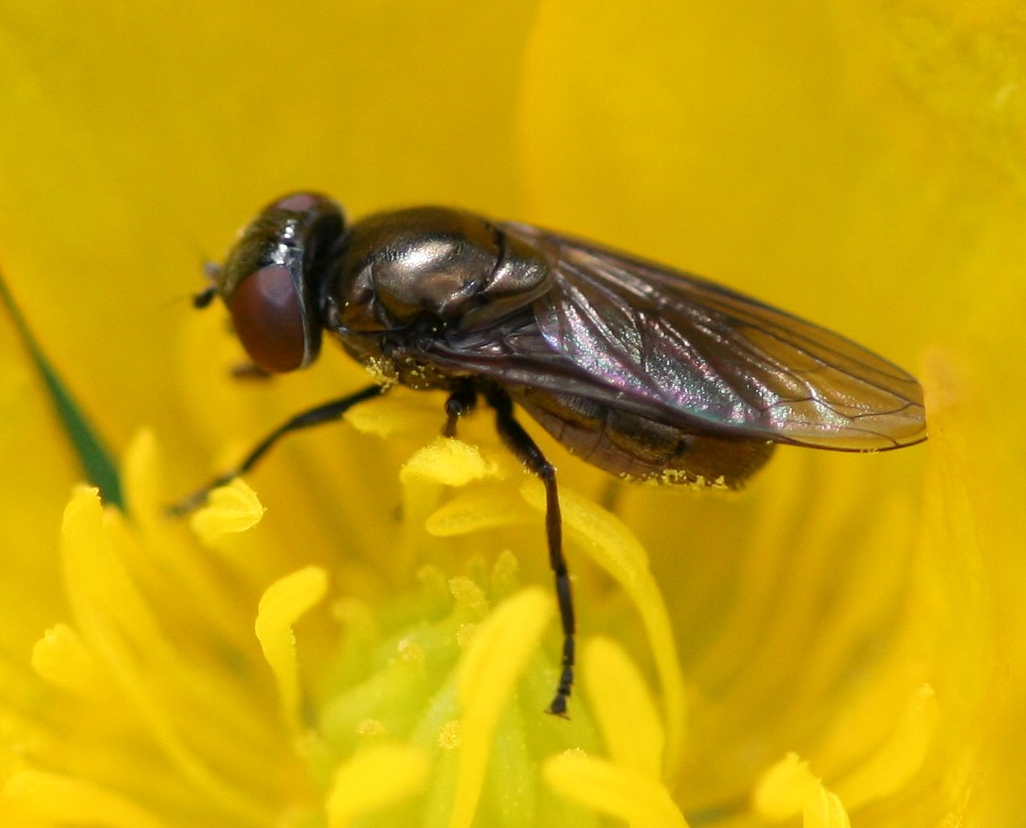